# Copa Libertadores Femenina 2012
Die Copa Libertadores Femenina 2012 war die vierte Austragung des einzigen internationalen Frauenfußballwettbewerbes Südamerikas. Am Turnier nahmen zwölf Klubs aus allen zehn Landesverbänden des südamerikanischen Kontinentalfußballverbandes CONMEBOL teil. Nach elf Tagen ging das Team des chilenischen Vereins CSD Colo-Colo als Sieger hervor. Damit sicherte sich erstmals keine brasilianische Mannschaft den Pokal. Als beste Spielerin des Turnieres wurde Karen Araya, die Mannschaftskapitänin des siegreichen Klubs, ausgezeichnet.
Am 28. September 2012 gab die CONMEBOL bekannt, dass das Turnier im brasilianischen Bundesstaat Pernambuco stattfinden wird. Als Austragungsorte wurden Recife mit dem Estádio Eládio de Barros Carvalho, Caruaru mit dem Estádio Luiz José de Lacerda sowie Vitória de Santo Antão mit dem Estádio Municipal Severino Cândido Carneiro festgelegt.

## Teilnehmende Mannschaften
| Land        | Verein                           | Qualifikationsgrund                                  |
| ----------- | -------------------------------- | ---------------------------------------------------- |
| Argentinien | Boca Juniors                     | Sieger des nationalen Copa Libertadores-Playoff 2011 |
| Bolivien    | Universidad de Santa Cruz        | Meister 2012                                         |
| Brasilien   | Foz Cataratas FC                 | Sieger der Copa do Brasil 2011                       |
| Brasilien   | São José EC                      | Titelverteidiger                                     |
| Brasilien   | Acadêmica Vitória                | Gastgeber-Team aus Pernambuco                        |
| Chile       | CSD Colo-Colo                    | Meister 2011                                         |
| Kolumbien   | CD Formas Íntimas                | Sieger der nationalen Copa Prelibertadores 2012      |
| Ecuador     | Deportivo Quito                  | Meister 2011                                         |
| Paraguay    | Universidad Autónoma de Asunción | Meister 2011                                         |
| Peru        | JC Sport Girls                   | Meister 2012                                         |
| Uruguay     | Nacional Montevideo              | Meister 2011                                         |
| Venezuela   | FC Caracas                       | Meister 2012                                         |

## Gruppenphase
Der Modus wurde im Vergleich zu 2011 unverändert gelassen. Die zwölf Teams wurden drei Vierer-Gruppen zugeordnet; die entsprechende Auslosung erfolgte am 9. Oktober 2012 im Hauptsitz der Federación Pernambucana de Fútbol. Für das Halbfinale qualifizierten sich die jeweiligen Gruppensieger sowie der beste Zweitplatzierte. Bei Punktgleichheit in der Gruppenphase war die Tordifferenz für das Weiterkommen maßgebend, dann die Anzahl der erzielten Tore und schließlich das Ergebnis der betreffenden Mannschaften in ihrem Spiel gegeneinander. Sollte danach immer noch Ausgeglichenheit bestehen, oblag es den Organisatoren zu entscheiden, wie weiter zu verfahren gewesen wäre. Wären zwei Teams nach einem Aufeinandertreffen am letzten Gruppenspieltag punktgleich gewesen, hätte ein dem Spiel angehängtes Elfmeterschießen die Entscheidung gebracht.
Sämtliche Partien des Turnieres wurden – anders als bei der Herren-Ausgabe – ohne Rückspiele ausgetragen.

### Gruppe A
Sämtliche Partien der Gruppe A wurden in Recife ausgespielt.
| Pl. | Verein                    | Sp. | S | U | N | Tore    | Diff. | Punkte |
| --- | ------------------------- | --- | - | - | - | ------- | ----- | ------ |
| 1.  | Foz Cataratas FC          | 3   | 3 | 0 | 0 | 012:400 | +8    | 09     |
| 2.  | SD Quito                  | 3   | 2 | 0 | 1 | 007:700 | ±0    | 06     |
| 3.  | CD Formas Íntimas         | 3   | 1 | 0 | 2 | 008:600 | +2    | 03     |
| 4.  | Universidad de Santa Cruz | 3   | 0 | 0 | 3 | 004:140 | −10   | 0      |

| 15. November 2012         |     |                           |
| SD Quito                  | 2:1 | CD Formas Íntimas         |
| Foz Cataratas FC          | 5:1 | Universidad de Santa Cruz |
| 18. November 2012         |     |                           |
| SD Quito                  | 4:2 | Universidad de Santa Cruz |
| Foz Cataratas FC          | 3:2 | CD Formas Íntimas         |
| 21. November 2012         |     |                           |
| Foz Cataratas FC          | 4:1 | SD Quito                  |
| Universidad de Santa Cruz | 1:5 | CD Formas Íntimas         |

### Gruppe B
Sämtliche Partien der Gruppe B wurden in Caruaru ausgespielt.
| Pl. | Verein              | Sp. | S | U | N | Tore    | Diff. | Punkte |
| --- | ------------------- | --- | - | - | - | ------- | ----- | ------ |
| 1.  | São José EC         | 3   | 2 | 1 | 0 | 010:100 | +9    | 07     |
| 2.  | Boca Juniors        | 3   | 2 | 1 | 0 | 007:400 | +3    | 07     |
| 3.  | FC Caracas          | 3   | 1 | 0 | 2 | 003:300 | ±0    | 03     |
| 4.  | Nacional Montevideo | 3   | 0 | 0 | 3 | 002:140 | −12   | 0      |

| 16. November 2012   |     |                     |
| Boca Juniors        | 2:1 | FC Caracas          |
| São José EC         | 8:0 | Nacional Montevideo |
| 19. November 2012   |     |                     |
| Boca Juniors        | 4:2 | Nacional Montevideo |
| São José EC         | 1:0 | FC Caracas          |
| 21. November 2012   |     |                     |
| São José EC         | 1:1 | Boca Juniors        |
| Nacional Montevideo | 0:2 | FC Caracas          |

### Gruppe C
Sämtliche Partien der Gruppe C wurden in Vitória de Santo Antão ausgespielt.
| Pl. | Verein                           | Sp. | S | U | N | Tore    | Diff. | Punkte |
| --- | -------------------------------- | --- | - | - | - | ------- | ----- | ------ |
| 1.  | Acadêmica Vitória                | 3   | 2 | 1 | 0 | 013:100 | +12   | 07     |
| 2.  | CSD Colo-Colo                    | 3   | 2 | 1 | 0 | 014:300 | +11   | 07     |
| 3.  | Universidad Autónoma de Asunción | 3   | 1 | 0 | 2 | 003:700 | −4    | 03     |
| 4.  | JC Sport Girls                   | 3   | 0 | 0 | 3 | 001:200 | −19   | 0      |

| 17. November 2012 |      |                                  |
| JC Sport Girls    | 0:2  | Universidad Autónoma de Asunción |
| Acadêmica Vitória | 1:1  | CSD Colo-Colo                    |
| 19. November 2012 |      |                                  |
| JC Sport Girls    | 1:10 | CSD Colo-Colo                    |
| Acadêmica Vitória | 4:0  | Universidad Autónoma de Asunción |
| 21. November 2012 |      |                                  |
| Acadêmica Vitória | 8:0  | JC Sport Girls                   |
| CSD Colo-Colo     | 3:1  | Universidad Autónoma de Asunción |

### Bester Zweitplatzierter
| Pl. | Verein        | Sp. | S | U | N | Tore    | Diff. | Punkte |
| --- | ------------- | --- | - | - | - | ------- | ----- | ------ |
| 1.  | CSD Colo-Colo | 3   | 2 | 1 | 0 | 014:300 | +11   | 07     |
| 2.  | Boca Juniors  | 3   | 2 | 1 | 0 | 007:400 | +3    | 07     |
| 3.  | SD Quito      | 3   | 2 | 0 | 1 | 007:700 | ±0    | 06     |

## Finalrunde
Die Halbfinalspiele wurden am 23. und das Spiel um den dritten Platz sowie das Finale am 25. November 2012 ausgetragen. Spielort aller vier Partien war Vitória de Santo Antão. Das Finale wird im untenstehenden Info-Kasten eingehender beschrieben.

### Halbfinale
|                   | Ergebnis        |               |
| ----------------- | --------------- | ------------- |
| Foz Cataratas FC  | 1:1 (4:3 i. E.) | São José EC   |
| Acadêmica Vitória | 3:4             | CSD Colo-Colo |

### Spiel um Platz 3
|             | Ergebnis |                   |
| ----------- | -------- | ----------------- |
| São José EC | 1:0      | Acadêmica Vitória |

### Finale
| Foz Cataratas FC                                                                          | Foz Cataratas FC | CSD Colo-Colo | CSD Colo-Colo |
| ----------------------------------------------------------------------------------------- | --- | --- | ------------- |
| Foz Cataratas FC                                                                          | \| 25. November 2012 in Vitória de Santo Antão (Estádio Municipal Severino Cândido Carneiro) \| \| Ergebnis: 0:0 n. V., 2:4 i. E. \| \| Schiedsrichterin: Silvia Reyes ( Peru) \| | \| 25. November 2012 in Vitória de Santo Antão (Estádio Municipal Severino Cândido Carneiro) \| \| Ergebnis: 0:0 n. V., 2:4 i. E. \| \| Schiedsrichterin: Silvia Reyes ( Peru) \| | CSD Colo-Colo |
| Foz Cataratas FC                                                                          | Elfmeterschießen | | CSD Colo-Colo |
| Foz Cataratas FC                                                                          | Nenê 1:2 Bruna Benites 2:3 Andressa Alves Rilany | 0:1 Claudia Soto 0:2 Francisca Lara 1:3 Karen Araya 2:4 Gloria Villamayor | CSD Colo-Colo |
| 25. November 2012 in Vitória de Santo Antão (Estádio Municipal Severino Cândido Carneiro) | | |               |
| Ergebnis: 0:0 n. V., 2:4 i. E.                                                            | | |               |
| Schiedsrichterin: Silvia Reyes ( Peru)                                                    | | |               |

## Beste Torschützinnen
| Rang | Spielerin       | Klub              | Tore |
| ---- | --------------- | ----------------- | ---- |
| 1    | Cristiane       | São José EC       | 7    |
| 2    | Daiane Moretti  | Foz Cataratas FC  | 6    |
| 3    | Chú Santos      | Acadêmica Vitória | 5    |
|      | Thaisinha       | Acadêmica Vitória | 5    |
| 4    | Andressa Alves  | Foz Cataratas FC  | 4    |
|      | Yusmery Ascanio | CSD Colo-Colo     | 4    |